# 合志市西合志図書館
合志市西合志図書館（こうししにしごうしとしょかん）は、熊本県合志市にある市立の公共図書館である。この図書館は合志市立図書館（合志図書館、泉ヶ丘市民センター）のひとつであり、九州でも珍しい天文台の設備を併せもったユニークな図書館である。移動図書車「ひまわりドンちゃん号」も1か月に一度巡回しており、インターネットを使った図書の予約サービスも2010年（平成22年）3月2日より開始された。また、この図書館は21万冊の図書収蔵能力を備えており、館内は8万冊の大開架室を持っている。

## 沿革
1995年（平成7年）11月に西合志町立図書館として開館。2006年（平成18年）2月27日に菊池郡合志町および西合志町が合併し、合志市となったのに伴い、名称が合志市西合志図書館となる。

## 建物概要
- 敷地面積：4999.93 m2
- 建物面積：1730.18 m2
- 延床面積：1713.28 m2
- 階数：地上2階
- 工期：1994年（平成6年）7月21日 - 1995年（平成7年）4月28日

## 開館時間
- 火曜日～金曜日：10時 - 18時
- 土曜日：10時 - 20時
- 日曜日：10時 - 18時
- 祝日：10時 - 18時

## 休館日
- 毎週月曜日（月曜日が祝日の場合は翌日が休館）
- 毎月末日（毎月末日：ただし末日が土・日・祝日の場合は開館）
- 年末年始
- 特別整理期間（年間２週間以内：教育委員会が定める日）[1]

## 周辺
- ルーロ合志
- 合志マンガミュージアム
- 御代志市民センター